# Oinone

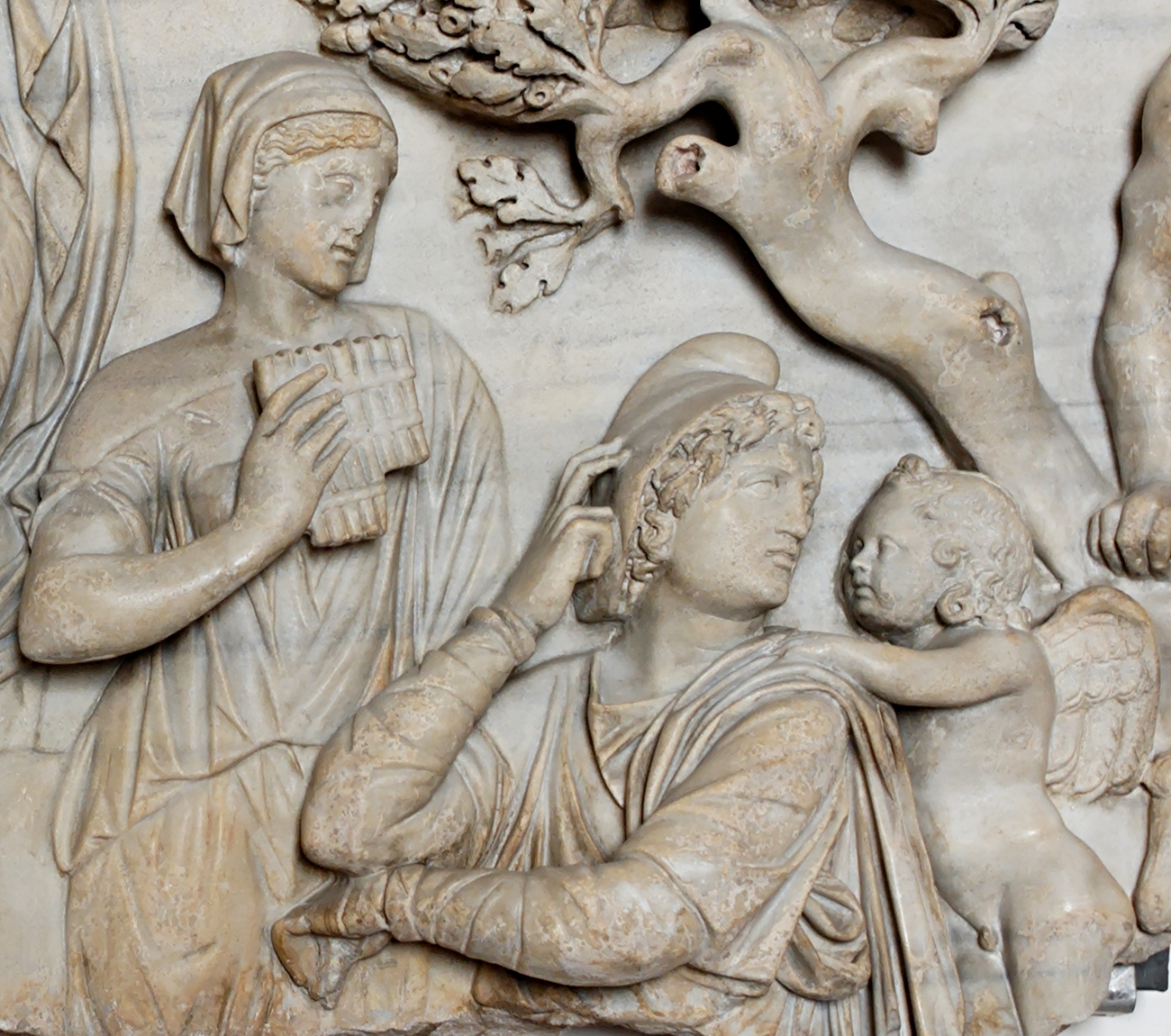
Oinone (med panflöjt), Paris och Eros. Detalj från frontpanelen på en sarkofag. Romerskt konstverk från Hadrianus tid (117-138 e.Kr.), efter hellenistiska teman.

Oinone (vinkvinna) var i den grekiska mytologin Paris första hustru.
Oinone var en bergsnymf vid berget Ida i Frygien, ett berg som associeras med modergudinnan Kybele, hennes far var flodguden Kebren.
Paris blev kär i henne när hon fortfarande var herdinna vid Ida-berget. De gifte sig och fick sonen Korythos.
När Paris övergav henne för att återvända till Troja och segla över det Egeiska havet för att kidnappa Spartas drottning, den sköna Helena, förutsåg hon i en vision det Trojanska kriget
Som hämnd för Paris svek sände hon Korythos till grekerna för att leda dem. Andra versioner berättar att hon använde Korythos för att skapa osämja mellan Paris och Helena, men då Paris inte kände igen sin egen son dödade han honom.
När Paris blivit dödligt sårad av Filoktetes pil, bad han Oinone hela honom, men hon vägrade och Paris dog. Utom sig av sorg och skuld kastade hon sig på hans dödsbål.
Oinone var också namnet på en ö som senare kallades Aigina, dotter till flodguden Asopos.